# Lycosa australis
Espèce
Lycosa australis est une espèce d'araignées aranéomorphes de la famille des Lycosidae.

## Répartition et habitat
Cette espèce n'a pour le moment été observée qu'au sud du Chilijusque sur l'île principale de l'archipel L'Hermite. Elle creuse des terriers profonds dans les terrains demi-tourbeux .

## Description
La femelle adulte mesure entre 10 et 17 mm. D'un brun rougeâtre, elle affiche une marge sombre sur le céphalothorax et, sur l'abdomen, une ligne centrale longitudinale et quelques tâches sombres.

## Systématique et taxinomie
L'espèce est décrite en 1884 par Eugène Simon.

## Publication originale
- Eugène Simon, « Arachnides recueillis par la Mission du Cap Horn en 1882-1883 », Bulletin de la Société Zoologique de France, vol. 9, nos 1-2,‎ 1884, p. 117-144 (lire en ligne)